# Puerto Rodríguez
Puerto Rodríguez ist eine Ortschaft und eine Parroquia rural („ländliches Kirchspiel“) im Kanton Putumayo der ecuadorianischen Provinz Sucumbíos. Die Parroquia besitzt eine Fläche von 283,56 km². Beim Zensus im Jahr 2010 wurden 496 Einwohner gezählt.

## Lage
Die Parroquia Puerto Rodríguez liegt im Amazonastiefland im äußersten Nordosten von Ecuador. Der Río Putumayo fließt entlang der nördlichen Verwaltungsgrenze in ostsüdöstlicher Richtung, dessen rechter Nebenfluss Río Güepí entlang der südlichen Verwaltungsgrenze ebenfalls nach Osten. Beide Flüsse sind Grenzflüsse, der Río Putumayo zu Kolumbien, der Río Güepí zu Peru. Der 217 m hohe Hauptort Puerto Rodríguez befindet sich am Südufer des Río Putumayo 46 km ostsüdöstlich vom Kantonshauptort Puerto El Carmen de Putumayo.
Die Parroquia Puerto Rodríguez grenzt im Norden an Kolumbien, im Süden an Peru sowie im Westen an die Parroquia Puerto del Carmen del Putumayo.

## Orte und Siedlungen
In der Parroquia gibt es folgende Comunidades: Nuevo Sinai, Buen Samaritano, Puerto Rodríguez, Bajo Rodríguez, Musho Kallari und Tres Fronteras.

## Geschichte
Die Gründung der Parroquia Puerto Rodríguez wurde am 30. April 1969 im Registro Oficial N° 169 bekannt gemacht und damit wirksam.